# Gérard Machet
 Gérard Machet (?, ca. 1390 - Tours, 17 juli 1448) was een van de kardinalen van de Rooms-Katholieke Kerk. 
Machet studeerde filosofie en theologie aan het Collège de Navarre in Parijs. In 1405 werd hij rector aan de universiteit van Parijs. Hij was een raadgever en de biechtvader van de latere koning Karel VII van Frankrijk. In Poitiers zat hij de commissie voor die Jeanne d'Arc namens de Franse koning moest ondervragen over haar visioenen. Hij was vanaf 1432 de bisschop van Castres in Frankrijk.  
Op 12 november 1440 werd hij door tegenpaus Felix V benoemd tot pseudokardinaal. 
- Gemeinsame Normdatei: 1016159080
- Système universitaire de documentation: 13278906X
- Virtual International Authority File: 200109265